# Ładna
Ładna – wieś w Polsce położona w województwie małopolskim, w powiecie tarnowskim, w gminie Skrzyszów.
| SIMC    | Nazwa             | Rodzaj    |
| ------- | ----------------- | --------- |
| 0830322 | Jaźwiny           | część wsi |
| 0830339 | Średziny Drugie   | część wsi |
| 0830345 | Średziny Pierwsze | część wsi |

W latach 1975–1998 miejscowość administracyjnie należała do ówczesnego województwa tarnowskiego.
W roku 2021 we wsi mieszkało 1758 osób, z czego 50,5% stanowiły kobiety, a 49,5% mężczyźni.
W miejscowości funkcjonują Szkoła Podstawowa imienia Kornela Makuszyńskiego oraz huta szkła gospodarczego. Wieś jest siedzibą parafii rzymskokatolickiej pw. Przemienienia Pańskiego.